# Ostsiedlung
Ostsiedlung (i.e., „Așezare de Est”, literalmente în limba germană, alternativ Ostdeutsche Kolonisation de asemenea) este termenul din istoriografia germană pentru migrația și colonizarea medievală timpurie și medievală clasică a etnicilor germani și germanizarea zonelor cu populații native slave, baltice, uralice și latine (i.e., românii din Transilvania) din Europa (în special Europa Centrală și de Est); zona cea mai așezată era cunoscută sub numele de Germania Slavica. 

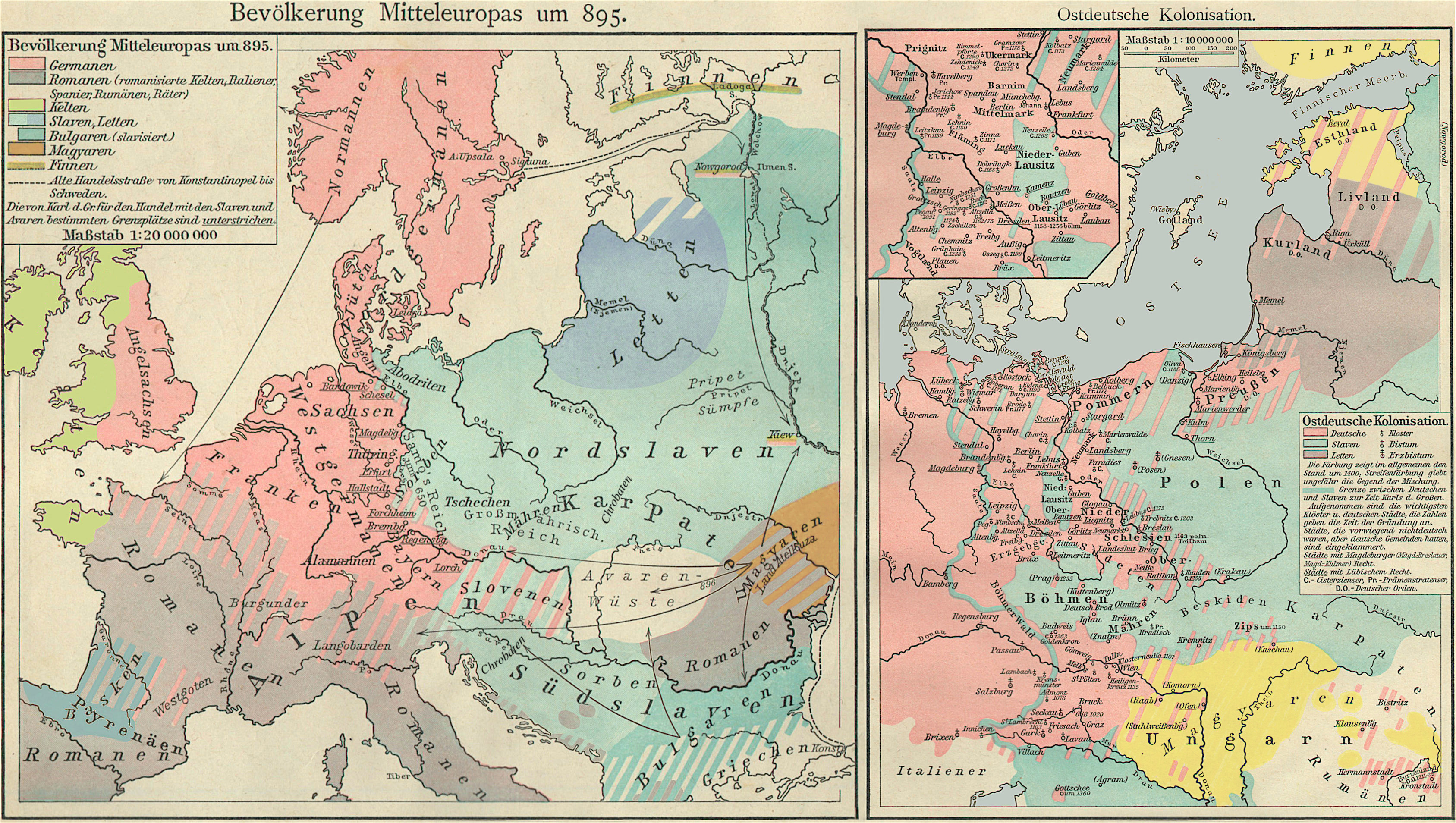
O hartă etnică care face parte dintr-un atlas în limba germană reprezentând colonizarea Europei Centrale și de Est de către etnici germani în timpul Evului Mediu Timpuriu spre Evul Mediu Clasic (proces istoric cunoscut ca „Ostsiedlung” în istoriografia germană, adică „Colonizare(a) sau așezare estică”).

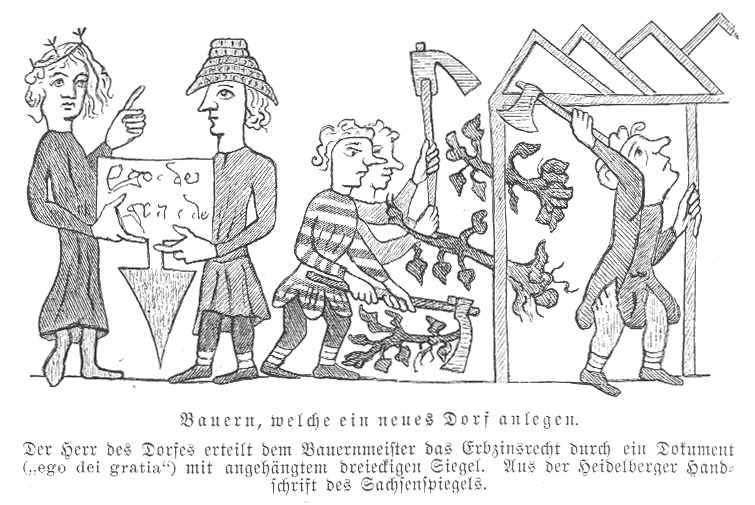
Ilustrație reprezentând un sat fondat de un lokator (i.e., localizator), un intermediar legal al procesului german medieval de colonizare în estul Europei, desen bazat pe o scenă din manuscrisul medieval german, scris pe pergament la începutul secolului al XIV-lea în estul Germaniei de astăzi.

Eforturile de germanizare au inclus părțile de est ale Imperiului Franc, Francia de Est și Sfântul Imperiu Roman precum și Regatul Ungariei (e.g., regiunea Spiš/Zips cu comitatul Szepes din Slovacia de astăzi sau Transilvania din centrul României); acest proces amplu de colonizare a avut consecințe asupra dezvoltării așezărilor și structurilor sociale din zonele de așezare respective. Au fost, de asemenea, colonizate și alte regiuni, deși nu la fel de considerabil. Ostsiedlung-ul a cuprins mai multe regiuni moderne și istorice, în primul rând din Germania, mai precis la est de râurile Saale și Elba, statele Austria Inferioară și Stiria din Austria, Polonia și Republica Cehă, dar și în alte părți ale Europei Centrale și de Est.
Majoritatea coloniștilor Ostsiedlung s-au deplasat individual, în eforturi independente, în mai multe etape și pe rute diferite. Mulți coloniști au fost încurajați și invitați de prinții sau regii locali, care uneori chiar expulzau o parte din populațiile indigene pentru a face loc coloniștilor germani. Rațiunile atragerilor etnicilor germani pentru colonizarea acestor ținuturi erau preponderent economice (i.e., dezvoltarea economică a unor regiuni prin comerț sau minerit).
Grupuri mai mici de migranți germani s-au mutat pentru prima dată în est în timpul Evului Mediu Timpuriu. Grupuri mai mari (conduse de un lokator⁠(d), i.e., un intermediar al procesului de colonizare care cunoștea rutele, drumurile sau căile de acces dintre regiuni) ale coloniștilor germani, care au inclus cărturari, călugări, misionari, meșteșugari și artizani, adesea invitați, în număr neverificabil, s-au mutat pentru prima dată spre est pe la mijlocul secolului al XII-lea. Cuceririle teritoriale militare și expedițiile punitive ale împăraților otonieni și salieni în secolele al XI-lea și al XII-lea nu fac parte din Ostsiedlung, deoarece aceste acțiuni nu au avut ca rezultat o așezare demnă de remarcat la est de râurile Elba și Saale.
Ostsiedlung este considerat a fi fost un eveniment pur medieval, deoarece s-a încheiat la începutul secolului al XIV-lea. Cu toate acestea, schimbările juridice, culturale, lingvistice, religioase și economice cauzate de mișcare au avut o influență profundă asupra istoriei Europei Centrale și de Est între Marea Baltică și Carpați până în secolul al XX-lea.
În și după cel de-Al Doilea Război Mondial (1944–1950), germanii au fost alungați și deportați din mai multe state care deveniseră comuniste din spatele Cortinei de fier pentru a împinge influența Germaniei din estul Europei, iar limba și cultura lor s-au pierdut în majoritatea zonelor (inclusiv ținuturile dominate de germani pe care Germania le-a pierdut după acest război) în care germanii se stabiliseră în timpul Ostsiedlungului; cu excepția unei părți a estului Austriei și mai ales a fostei Germanii de Est, i.e. Republica Democrată Germană (RDG/DDR).

## Grupuri de etnici germani implicate în procesul de Ostsiedlung
Următoarele grupuri de etnici germani au fost implicați în procesul de Ostsiedlung în Europa Centrală și de Est:
- Germanii baltici (pe teritoriul statelor baltice Estonia și Letonia, în trecut, în Evul Mediu, parte a Statului monastic al Cavalerilor Teutoni);
- Țipțerii (pe teritoriul fostului comitat Szepes din Ungaria Superioară, Regatul Ungariei);
- Sașii transilvăneni (pe teritoriul Transilvaniei, centrul României de astăzi, în Evul Mediu parte a Regatului Ungariei).